# Anno (herní série)
Anno je série strategických počítačových her vytvářená od roku 1998 různými vývojáři. V současnosti tuto sérii převzala firma Ubisoft, která stojí za posledními dvěma tituly. Jednotlivé verze her se vždy odlišují rokem, první čtyři vydání vycházela z historické tematiky. Posledním vydaným dílem série je Anno 1800, které vyšlo 16. dubna 2019. Děj hry se opět navrací do období 19. století (na rozdíl od dvou předchozích dílů, jenž se odehrávaly v budoucnosti). Již nyní je dostupných mnoho DLC (The Sunken Treasure, Botanica, The Passage, Seat of Power, Bright Harvest, Land of Lions, Docklands, ...).

## Videohry

### Hlavní série
| Videohra                           | Rok vydání | Vývojář                    | Rozšíření | Poznámky                                   |
| ---------------------------------- | ---------- | -------------------------- | --- | ------------------------------------------ |
| Anno 1602: Creation of a New World | 1998       | Max Design                 | New Islands, New Adventures (1998) By Royal Command (1998) Im Namen des Königs (1998)                                                                                                  | v USA vydáno jako 1602 A.D.                |
| Anno 1503: The New World           | 2003       | Max Design                 | Treasures, Monsters and Pirates (2004) | v USA vydáno jako 1503 A.D.: The New World |
| Anno 1701                          | 2006       | Related Designs            | The Sunken Dragon (2007) | v USA vydáno jako 1701 A.D.                |
| Anno 1404                          | 2009       | Related Designs, Blue Byte | Venice (2010) | v USA vydáno jako Dawn of Discovery        |
| Anno 2070                          | 2011       | Related Designs, Blue Byte | Deep Ocean (2012) |                                            |
| Anno 2205                          | 2015       | Blue Byte                  | Tundra (2016) Orbit (2016) Frontiers (2016) |                                            |
| Anno 1800                          | 2019       | Blue Byte                  | Sunken Treasures (2019) Botanica (2019) The Passage (2019) Seat of Power (2020) Bright Harvest (2020) Land of Lions (2020) Docklands (2021) Tourist Season (2021) The High life (2021) |                                            |